# Caso Ángeles Rawson
Ángeles Rawson (Buenos Aires, 23 de octubre de 1996–Ibidem, 10 de junio de 2013) fue una adolescente asesinada a los dieciséis años en la ciudad de Buenos Aires en el edificio donde vivía en el número 2360 de la calle Ravignani en el barrio de Palermo. Sus restos fueron hallados en un centro procesador de basura en la localidad bonaerense de José León Suárez al día siguiente de su homicidio.
La pericia determinó que fue estrangulada y sofocada, provocándole la muerte en menos de cinco minutos, tras un intento de violación sexual no consumado. El caso inmediatamente atrajo atracción mediática y múltiples especulaciones. Posteriormente, la confesión Jorge Mangeri, portero del edificio donde vivía Rawson, junto con una prueba genética, determinaron con claridad la autoría de Mangeri del crimen. Mangeri sostuvo que fue instigado a confesar por la policía.
Debido a las múltiples teorías que atrajo, la brutalidad del ataque y las diversas especulaciones existentes en la cultura popular acerca de la figura del portero de edificio en Argentina, el asesinato de Rawson se convirtió rápidamente en uno de los más célebres casos criminales del país. En los últimos años, algunos investigadores y medios pusieron el foco también en el tratamiento del caso por la prensa, así como también colocaron al mismo como emblema de los movimientos de lucha contra la violencia contra la mujer y los femicidios en el país.

## Hechos
Ángeles Rawson cursaba el cuarto año del secundario en el Instituto Virgen del Valle del barrio de Colegiales. Rawson vivía junto con su madre, la pareja de su madre, y sus hermanos en la planta baja de un edificio de la calle Ravignani 2360. Por otro lado, Jorge Néstor Mangeri, de orígenes modestos, quien había desempeñado diversos oficios —desde albañil, pasando por panadero, como obrero metalúrgico— comenzó a trabajar como portero de edificio a principios de los 2000 con vivienda interna, al poco tiempo de casarse con su mujer. Mangeri gozaba del respeto de los habitantes del edificio, incluso de la confianza de la familia de Ángeles, por lo que inicialmente las investigaciones policiales y coberturas mediáticas no se centraron en él, sino en la pareja de la madre de la adolescente.
La última vez que la adolescente fue vista con vida fue ingresando a su edificio, lo cual fue registrado por las cámaras de seguridad a las 9.50 del 10 de junio del 2013. Al día siguiente el cuerpo de la adolescente fue encontrado sin vida en una bolsa de supermercado por un operario del centro de recolección de residuos Coordinación Ecológica Área Metropolitana Sociedad del Estado (CEAMSE) en la localidad de José León Suárez. Los investigadores de la Policía Federal Argentina rápidamente descartaron la hipótesis de la pareja de la madre de Ángeles, y llamaron a declarar como testigo a Mangeri. Inicialmente reacio a declarar, intentó desligarse del hecho, aduciendo ser respetado por los habitantes del edificio y por la misma familia Rawson. Sin embargo, visiblemente nervioso al ver los registros fílmicos del edificio, en la madrugada del 15 de junio declaró ser el responsable del crimen. Posteriormente, adujo que había sido secuestrado y torturado por miembros de la Policía Federal, que lo obligaron a confesar el crimen. Las afirmaciones sobre supuestas torturas para confesar el crimen nunca pudieron ser probadas e incurrieron en diversas contradicciones. Por otra parte, se comprobó que Mangeri visitó a un primo, quien había sido miembro de la Policía Bonaerense, Cecilio Antonio Saettone, que lo asesoró para que declarase haber sido víctima de torturas y apremios para confesar el crimen. Seattone fue condenado por falso testimonio en 2023, ya que había mentido para favorecer a su primo con este relato.
En el sistema judicial argentino, la confesión de parte no tiene validez jurídica, por lo que la prueba final que determinó la culpabilidad de Mangeri fue el hallazgo de restos de ADN de Ángeles Rawson, lo que confirma que se había intentado defender de Mangeri al momento del ataque rasguñándolo. La investigación determinó que Mangeri, al ver ingresar a la adolescente el 10 de junio al edificio, mediante un ardid la llevó a algún lugar común del edificio donde podrían encontrarse solos, no habiéndose determinado si fue el sótano del inmueble o bien un espacio en refacción cercano a la vivienda familiar. Allí intentó violarla, y ante la resistencia de la adolescente la estranguló y la asfixió tapándole la boca y la nariz, provocándole la muerte en cinco minutos, como también fracturándole cinco costillas, además de la clavícula derecha y una vértebra.
Posteriormente, dejó reposar el cuerpo durante cinco horas, lo colocó en una bolsa de residuos y lo acondicionó para que pareciera que se trataba de escombros o restos de arreglos de cañerías. La fiscalía consideró que este hecho no llamaría a nadie la atención, ya que por el aspecto fornido de Mangeri, y la habitualidad con la que se le veía realizar trabajos de albañilería, nadie pensaría algo extraño o preguntaría al respecto. Utilizó su coche Renault Megane 1998 para trasladar los restos a un contender de basura cercano.
Mangeri fue condenado a cadena perpetua por el Tribunal Oral en lo Criminal Número 9 en julio de 2015, sentencia luego confirmada por la Cámara de Casación en el 2018 y terminó siendo confirmada por la Corte Suprema de Justicia de la Nación al año siguiente. En la actualidad, Mangeri cumple su condena en la Prisión Federal de Rawson, en la provincia de Chubut. El condenado y su círculo íntimo siguen sosteniendo su inocencia, afirmando que fue víctima de un trampa de la policía, como también que el día que se cometió el hecho se encontraba enfermo y no fue a trabajar al edificio, además de sostener que la prueba de ADN no es suficiente evidencia.

## Funeral y entierro
El velorio de Ángeles Rawson tuvo lugar el 12 de junio del 2013 en la cochería Paraná, en Olivos. Fue llevado a cabo de forma sencilla, sin arreglos florales, en la pequeña sala solo había dos cirios artificiales. Encima del féretro había algunas tarjetas de cómics japoneses, de las que ella era fanática. Al día siguiente, el cortejo fúnebre en la que participaron los amigos del colegio y familiares de la joven, partió hacia el cementerio Jardín de Paz en Pilar, donde fue sepultada.

## Impacto y legado
Algunos medios fueron criticados por el sensacionalismo dado al caso y las especulaciones tendientes a fomentar la morbosidad. En primer lugar, sin ninguna prueba apuntaron como primer sospechoso a la pareja de la madre de Ángeles. Por otro lado, la adolescente solía frecuentar grupos otakus, por lo que ciertos medios comenzaron a tejer conjeturas al respecto de su vinculación con estos. Con la confesión de Mangeri, algunos canales de televisión hicieron recreaciones del ataque usando muñecas Barbie y animaciones, lo cual fue criticado por el tenor morboso y falto de perspectiva de género, señalado por el diario «Página 12». Asimismo, el diario «Muy» publicó fotos de la víctima al momento de ser encontrada en el centro de recolección de residuos, lo que provocó la inmediata indignación de un sector social y una demanda de la familia por la violación de los derechos de la intimidad de la víctima. «Ángeles Rawson» fue lo más buscado en Google en el año 2013, después del actor canadiense Cory Monteith, fallecido ese año por una sobredosis.
Desde el 2017, la Legislatura de la Ciudad de Buenos Aires le impuso el nombre Ángeles Rawson a la ex Plaza Jacarandá, ubicada entre la avenida Santa Fe y Carranza. En aquella plaza donde solía jugar de niña una placa la recuerda, además del violento crimen que sufrió, a manera de concientización sobre la violencia contra las mujeres. En ella dice:

Honramos la memoria de Ángeles y de todas las mujeres víctimas de crímenes atroces contra su dignidad, su libertad, su integridad física, moral y sexual y su vida.

La madre de la adolescente se convirtió luego en una de las impulsoras de la ley 27.372, conocida como «Ley de Víctimas», que busca que las personas víctimas de crímenes y sus familias puedan tener mayor parte activa en el proceso penal.
En el 2022, la plataforma de streaming Disney+ produjo la serie El encargado,protagonizada por Guillermo Francella, quien interpreta a un portero de un edificio con rasgos psicopáticos. Si bien la serie no tiene relación ni inspiración en el caso, la asociación con el mismo fue inmediata, llegando una agrupación de encargados de edificio a criticar la producción por entender que estigmatizaba la ocupación al reforzar el estereotipo negativo de esta.
En marzo de 2025 Infobae difundió una serie de inéditos videos, filmado de forma oculta durante el invierno de 2013, de Mangieri en indagatoria, en los que hace referencia a los hechos, textualmente: «No puedo explicar. Yo ahora veo todo como que hubiera hecho otras cosas. Y si, después sí, pero en ese momento estaba enceguecido. Me pesaba. No vi que fue un accidente». Entre los videos hay escenas en los que Mangieri se contradice y cambia la versión de sus hechos, que luegos serían probados por la justicia argentina.